# 高丘村
高丘村（たかおかむら）は長野県下高井郡にあった村。現在の中野市の南西端、上信越自動車道の信州中野インターチェンジ周辺、千曲川右岸にあたる。

## 地理
- 河川：千曲川

## 歴史
- 1889年（明治22年）4月1日 - 町村制の施行により、安源寺村・草間村・立ヶ花村・牛出村・栗林村の区域をもって発足。
- 1954年（昭和29年）7月1日 - 中野町・日野村・延徳村・平野村・長丘村・平岡村・科野村・倭村と合併して中野市が発足。同日高丘村廃止。

## 交通

### 鉄道路線
現在は千曲川対岸の長野市に本村の大字名を称する飯山線の立ケ花駅が所在するが、当時は未開業。

### 道路
現在は旧村域に上信越自動車道の信州中野インターチェンジが所在し、志賀中野有料道路が通過するが、いずれも当時は未開通。